# Trisulipsa quadrata
Trisulipsa quadrata är en fjärilsart som beskrevs av Emilio Berio 1973. Trisulipsa quadrata ingår i släktet Trisulipsa och familjen Pantheidae. Inga underarter finns listade i Catalogue of Life.